# Concursul Muzical Eurovision 1956
Concursul Muzical Eurovision 1956 a fost prima ediție a Concursului Muzical Eurovision, desfășurată la Teatrul Kursaal din Lugano, Elveția, joia, pe 24 mai 1956. A fost câștigat de țara-gazdă, Elveția, cu melodia „Refrain”, interpretată de Lys Assia.

## Istoric
Inspirată de Festivalul de Muzică de la San Remo, ideea de a organiza o competiție muzicală pan-europeană a luat naștere la o ședință a Uniunii Europene de Radio-Televiziune (EBU) în Monaco, în 1955. S-a decis ca prima ediție a Concursului Muzical Eurovision să fie găzduită în anul următor de stațiunea elvețiană Lugano. Concursul Muzical Eurovision 1956 a fost, în principal, un program de radio, dar a fost filmat pentru puținii europeni care dispuneau de televizoare la acea vreme. Nu se știe să se fi păstrat vreo înregistrare video a concursului, dar există una audio, din care lipsesc 20 de minute (de la sfârșitul primei părți ale intermediului până la anunțarea țării câștigătoare). Singurul clip video rămas până în ziua de astăzi conține a doua interpretare a cântecului „Refrain” de către Lys Assia, la sfârșitul transmisiunii.
Lohengrin Filipello a prezentat evenimentul, care a durat o oră și 40 de minute. Cele 7 țări participante au fost reprezentate de câte 2 cântece, care nu puteau să depășească trei minute și jumătate. Interpreții au fost acompaniați de o orchestră de 24 de muzicieni, dirijată de Fernando Paggi. 4 țări și-au adus propriii lor dirijori: Belgia (Léo Souris), Franța (Franck Pourcel), Luxemburg (Jacques Lassry) și Italia (Gian Stellari). Intermediul, care a constat în cântece fluierate de Les Joyeux Rossignols, a fost extins, din cauza unor probleme cu procedura de votare.

## Plasare
Pentru mai multe detalii despre orașul-gazdă, vedeți Lugano.
Sala aleasă pentru desfășurarea concursului a fost Teatrul Kursaal din Lugano, un oraș din sudul Elveției, aflat în cantonul Ticino, care este vorbitor de italiană și se învecinează cu Italia. Evenimentul a fost prezentat în italiană, fiindcă a fost inspirat de Festivalul de Muzică de la San Remo.

## Reguli
La concurs au putut participa numai artiști solo, regulă care a fost anulată în anii 1970.
O regulă a acestei ediții este că fiecare țară trebuia să-și aleagă cântecele printr-un concurs național. Această regulă a fost abandonată în anii viitori, ceea ce a rezultat în alegeri interne, deși Uniunea Europeană de Radio-Televiziune recomandă ca țările să aibă un concurs național preliminar.
Austria, Danemarca și Regatul Unit au fost descalificate din concurs, din cauză că s-au înscris după termenul-limită oficial. Finala națională a Regatului Unit a avut loc abia după Concursul Muzical Eurovision 1956.

### Controverse în jurul votării
Toate țările participante au trimis câte doi jurați la Lugano pentru a vota în secret cântecele, cu excepția Luxemburgului, ai cărui jurați nu au putut ajunge la Lugano. Sistemul de votare al acestei ediții a permis juraților să voteze pentru orice cântec participant, inclusiv pentru cântecele care reprezentau propria lor țară. În plus, EBU a permis juriului elvețian să voteze și pentru delegația luxemburgheză. Acest sistem nu a fost repetat în anii următori, din cauza speculațiilor că situația creată ar fi fost folosită de elvețieni în favoarea lor.

## Rezultate
Cu excepția cântecului câștigător, rezultatele nu au fost niciodată făcute publice oficial. Cartea The Complete and Independent Guide to the Eurovision Song Contest 2010, de Simon Barclay, include un tabel cu ceea ce par să fie pozițiile ocupate de cele 14 piese în clasament (nu și punctajele), însă autorul nu oferă o sursă care să confirme aceste informații.
|    | Țară          | Limbă    | Artist                 | Cântec                            | Traducere                         |
| -- | ------------- | -------- | ---------------------- | --------------------------------- | --------------------------------- |
| 01 | Țările de Jos | olandeză | Jetty Paerl            | „De vogels van Holland”           | Păsările din Olanda               |
| 02 | Elveția       | germană  | Lys Assia              | „Das alte Karussell”              | Vechiul carusel                   |
| 03 | Belgia        | franceză | Fud Leclerc            | „Messieurs les noyés de la Seine” | Domnii înecați ai Senei           |
| 04 | Germania      | germană  | Walter Andreas Schwarz | „Im Wartesaal zum großen Glück”   | În camera așteptării norocului    |
| 05 | Franța        | franceză | Mathé Altéry           | „Le temps perdu”                  | Timpul pierdut                    |
| 06 | Luxemburg     | franceză | Michèle Arnaud         | „Ne crois pas”                    | Să nu crezi                       |
| 07 | Italia        | italiană | Franca Raimondi        | „Aprite le finestre”              | Deschideți ferestrele             |
| 08 | Țările de Jos | olandeză | Corry Brokken          | „Voorgoed voorbij”                | S-a terminat pentru totdeauna     |
| 09 | Elveția       | franceză | Lys Assia              | „Refrain”                         | Refren                            |
| 10 | Belgia        | franceză | Mony Marc              | „Le plus beau jour de ma vie”     | Cea mai frumoasă zi din viața mea |
| 11 | Germania      | germană  | Freddy Quinn           | „So geht das jede Nacht”          | Așa este în fiecare noapte        |
| 12 | Franța        | franceză | Dany Dauberson         | „Il est là”                       | El este acolo                     |
| 13 | Luxemburg     | franceză | Michèle Arnaud         | „Les amants de minuit”            | Amanții de la miezul nopții       |
| 14 | Italia        | italiană | Tonina Torrielli       | „Amami se vuoi”                   | Iubește-mă dacă vrei              |

## Comentatori
Televiziunile naționale participante au trimis comentatori pentru a raporta de la Lugano în limba maternă. Detalii despre aceștia sunt indicate în lista de mai jos.
| Austria       | Wolf Mittler    | ORF                    |
| Belgia        | Janine Lambotte | INR                    |
| Belgia        | Nand Baert      | NIR                    |
| Danemarca     | Gunnar Hansen   | Statsradiofonien TV    |
| Germania      | Wolf Mittler    | ARD                    |
| Elveția       | Georges Hardy   | TSR                    |
| Franța        | Michèle Rebel   | RTF                    |
| Luxemburg     | Jacques Navadic | Télé-Luxembourg        |
| Italia        | Franco Marazzi  | Programma Nazionale    |
| Regatul Unit  | Wilfred Thomas  | BBC Television Service |
| Țările de Jos | Piet te Nuyl    | NTS                    |